# Manuel Polinario
Manuel Polinario Muñoz detto Poli (Puente Genil, 12 giugno 1943) è un allenatore di calcio ed ex calciatore spagnolo.

## Carriera

### Giocatore

#### Club
Poli iniziò a giocare a livello giovanile nel club locale di Puente Gentil, il paese in cui era nato. Fu notato dal Calvo Sotelo Puertollano CF, ma non aveva ancora raggiunto l'età per poter giocare a calcio in Tercera División. Soltanto nel 1962, si concretizzò l'operazione di mercato.
Restò al Calvo Sotelo per due anni, prima di trasferirsi al Valencia.
Dopo essere stato mandato ad acquisire esperienza per una stagione nella squadra B del Valencia Mestalla, a partire dal 1964, Polinario giocò con la prima squadra del Valencia. Vi restò per sette stagioni, vincendo la Coppa di Spagna nel 1967 e il campionato nel 1971. Successivamente, nell'estate del 1971, Polinario fu ceduto all'Español, per volontà dell'allenatore Alfredo Di Stéfano che, nella trattativa di calciomercato, portò al Valencia il centrocampista dell'Elche José Antonio Morante Gutiérrez. Poli restò per quattro stagioni all'Español, fino al 1975, anno in cui chiuse la carriera giocando nella Segunda División spagnola con il Recreativo Huelva.

#### Nazionale
Collezionò una presenza con la Nazionale spagnola, il 3 aprile 1968 contro l'Inghilterra a Wembley (partita terminata 1-0 per gli inglesi). L'allenatore della Spagna era Domingo Balmanya.

#### Allenatore
Dopo il ritiro, si dedicò alla carriera da allenatore, inizialmente proprio nel Recreativo Huelva. Guidò per tre anni il Getafe nella Segunda División spagnola, prima di passare al CE Sabadell. Successivamente, ebbe delle brevi esperienze con l'AD Ceuta e con il CD Antequerano, in Segunda B.
Gli è stato dedicato lo stadio di Puente Genil, la sua città natale, in Andalusia.

## Palmarès

### Club

#### Competizioni nazionali
- Primera División spagnola: 1

Valencia: 1970-1971
- Coppa di Spagna: 1

Valencia: 1966-1967